# Génocide des Arméniens à Trébizonde

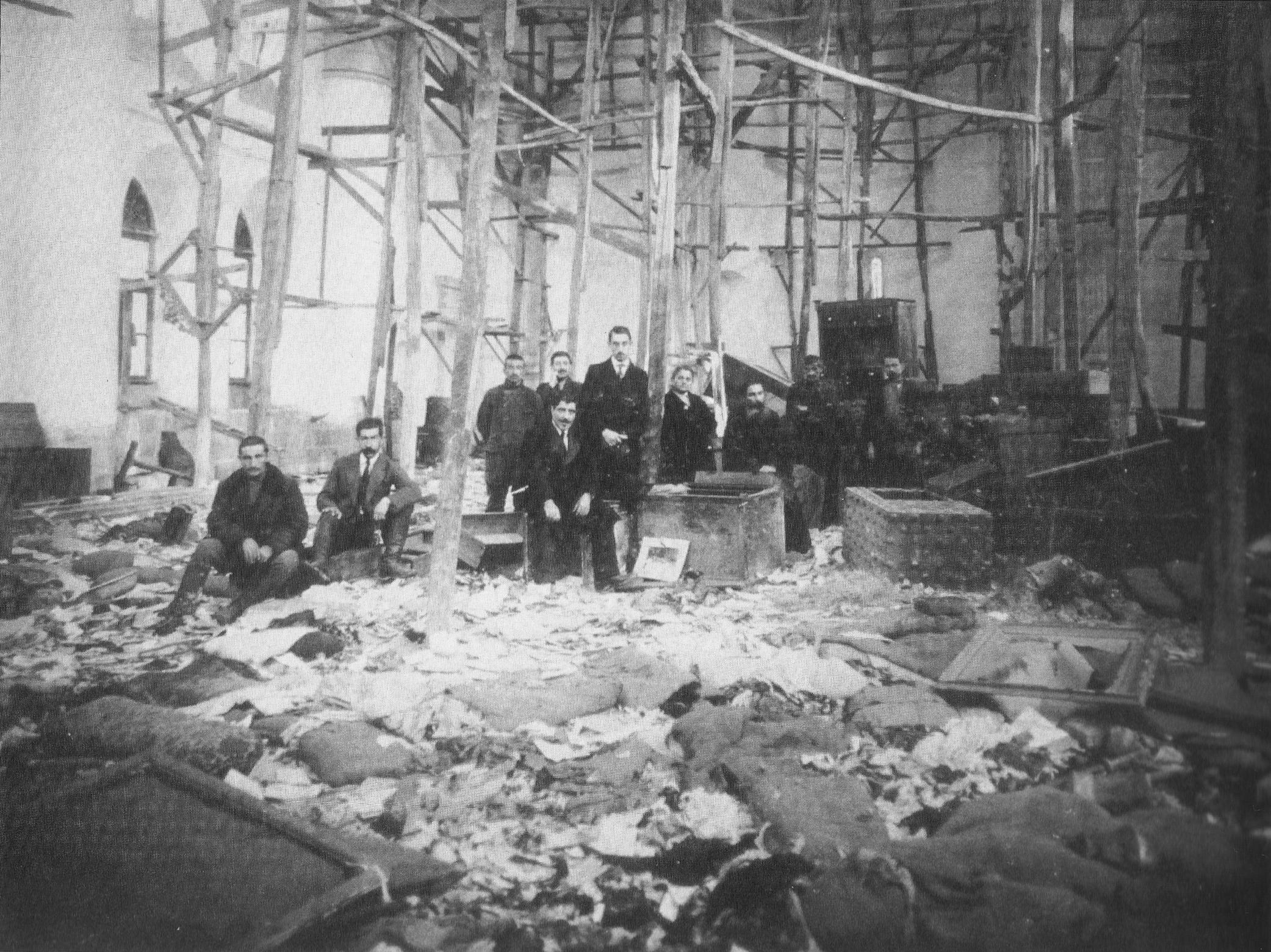
L'église arménienne de Trébizonde, utilisée comme site de vente aux enchères de biens arméniens confisqués pendant la guerre et après le génocide arménien, en 1918.

Trébizonde (aujourd'hui Trabzon) était un lieu d'exécution du génocide arménien dans l'Empire ottoman. La noyade en masse de victimes arméniennes fait partie des principales méthodes d'extermination choisies et 50 000 Arméniens y ont succombé,.
Par la suite, la ville héberge également d'importants procès contre les génocidaires.

## Contexte
Trébizonde est le théâtre de batailles cruciales entre les armées ottomanes et russes pendant la campagne du Caucase au cours de la Première Guerre mondiale. En avril 1916, Tébizonde est conquise par l'armée russe du Caucase sous le commandement du grand duc Nicolas Nikolaïevitch et de Nikolaï Ioudenitch. L'armée russe se retire de la ville et des autres régions d'Anatolie en raison de la révolution russe.

## Déroulement
Eitan Belkind, membre de Nili, s'infiltre dans l'armée ottomane en tant que fonctionnaire, assigné au siège du Camal Pasha. Il déclare avoir vu l'immolation par le feu de 5 000 Arméniens. Le lieutenant Hasan Maruf, appartenant à l'armée ottomane, décrit le rassemblement de la population d'un village entier et son immolation. Le commandant de la Troisième armée, dans l'affidavit de 12 pages daté du 5 décembre 1918, présenté aux procès de Trébizonde le 29 mars 1919, indique des immolations massives par le feu contre la population d'un village entier près de Mus. S. S. McClure, dans son ouvrage Obstacles to Peace raconte qu'à Bitlis, Mus et Sassoun, « la méthode la plus rapide pour se débarrasser des femmes et des enfants concentrés dans divers camps consistait à les brûler » et que « les prisonniers turcs qui avaient apparemment assisté à certains de ces épisodes étaient horrifiés et devenaient fous au souvenir de ce qu'ils avaient vu. Ils disaient aux Russes que la puanteur de la chair humaine en train de brûler saturait l'air pendant bien des jours ».
Les Allemands, alliés des Ottomans, ont aussi assisté à l'immolation des Arméniens d'après l'historienne Bat Ye'or, qui écrit : « les Allemands, alliés aux Turcs pendant la Première Guerre... ont vu par quelles stratégies la population civile était enfermée dans des églises puis brûlée, ou rassemblée en masse dans des camps, torturée à mort et réduite en cendres… ».
Pendant les procès tenus à Trébizonde où siégeait la Cour martiale, l'inspecteur local de services de santé, Ziya Fuad, écrit dans un rapport que le médecin Saib a causé la mort d'enfants en leur injectant de la morphine d'après les informations livrées par deux médecins (Ragib and Vehib) et collègues de Saib à l'hôpital du Croissant rouge de Trébizonde, où des atrocités avaient été évoquées.
Ziya Fuad, ainsi que Adnan (directeur des services de santé publique à Trébizonde) ont remis des témoignages signalant que deux bâtiments scolaires servaient à trier les enfants puis les envoyer vers la mezzanine, où ils étaient tués par des gaz toxiques. Jeremy Hugh Baron écrit : « certains médecins ont pris directement part aux massacres : ils ont empoisonné des bébés, tué des enfants et signé de faux certificats de décès par des causes naturelles. Le Dr Tevfik Rushdu, inspecteur général des services de santé, a orchestré la disparition des cadavres d'Arméniens sous des kilos de chaux pendant six mois ».
Oscar S. Heizer (en), consul américain à Trébizonde, relate : « de nombreux enfants sont convoyés dans des bateaux et emmenés en mer puis jetés par-dessus bord ». Le consul italien de Trébizonde en 1915, Giacomo Gorrini, raconte : « j'ai vu des milliers de femmes et d'enfants innocents chargés dans des bateaux qui étaient ensuite chavirés dans la mer Noire ». Hoffman Philip, chargé d'affaires à Constantinople, témoigne : « des bateaux chargés de personnes étaient envoyés depuis Zor par la rivière jusqu'à Ana, deux kilomètres en aval. À l'arrivée, trois cinquièmes des passagers avaient disparu ».